# El Paso (Bobbejaanland)
El Paso is een interactieve darkride in het Belgische attractiepark Bobbejaanland en staat in het themagebied Mystery Bay.
De in 1988 geopende darkride is de eerste interactieve darkride ter wereld. Van een puntentelling was echter toen geen sprake. Het doel was om bewegingen in werking te zetten indien men raak had geschoten. In de verschillende scènes staan meerdere animatronics en andere objecten opgesteld. Op, onder en naast de verschillende objecten staan doelen opgesteld die zichtbaar zijn gemaakt met een rood of groen licht. Hier dienen bezoekers op te schieten om punten te scoren. Daarnaast treedt er 'iets' in werking indien raak geschoten wordt zoals een animatronic of bewegend object. Aan het einde van de rit weergeeft een scherm de behaalde score per persoon. Tevens is de hoogste score van de dag en het seizoen te zien.
De baan heeft een lengte van 225 meter, waarop tien voertuigen te vinden zijn waar plaats is voor vier bezoekers. De snelheid van de voertuigen ligt ongeveer gelijk aan dat van een voetganger. Er zijn geen hoogteverschillen te vinden in het traject. Het transportsysteem van de attractie is afkomstig van MACK Rides. De decoratie is naar de hand van Space Leisure.
De totale kosten van de attractie waren € 1,08 miljoen.

## Afbeeldingen

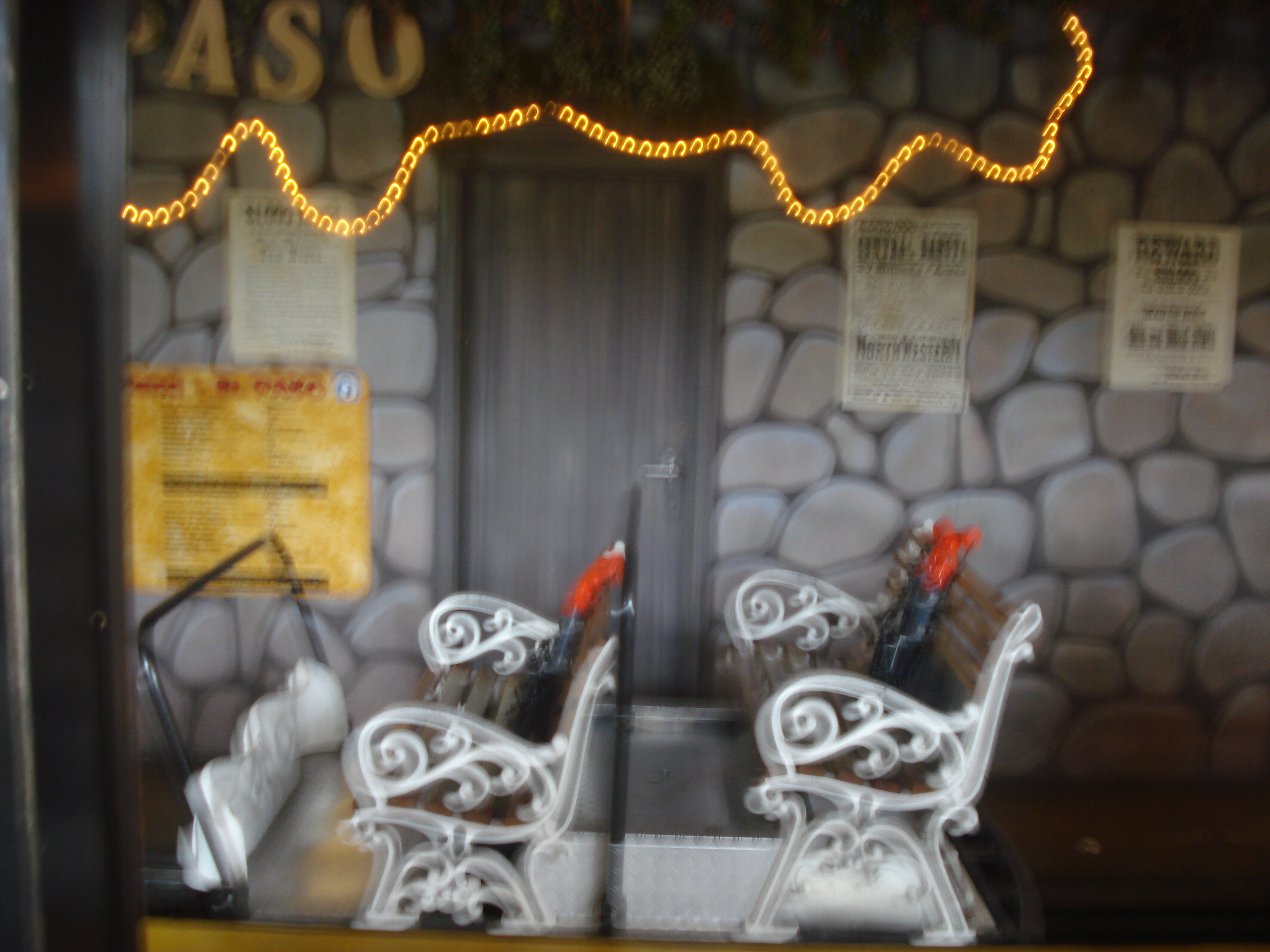
Voertuig
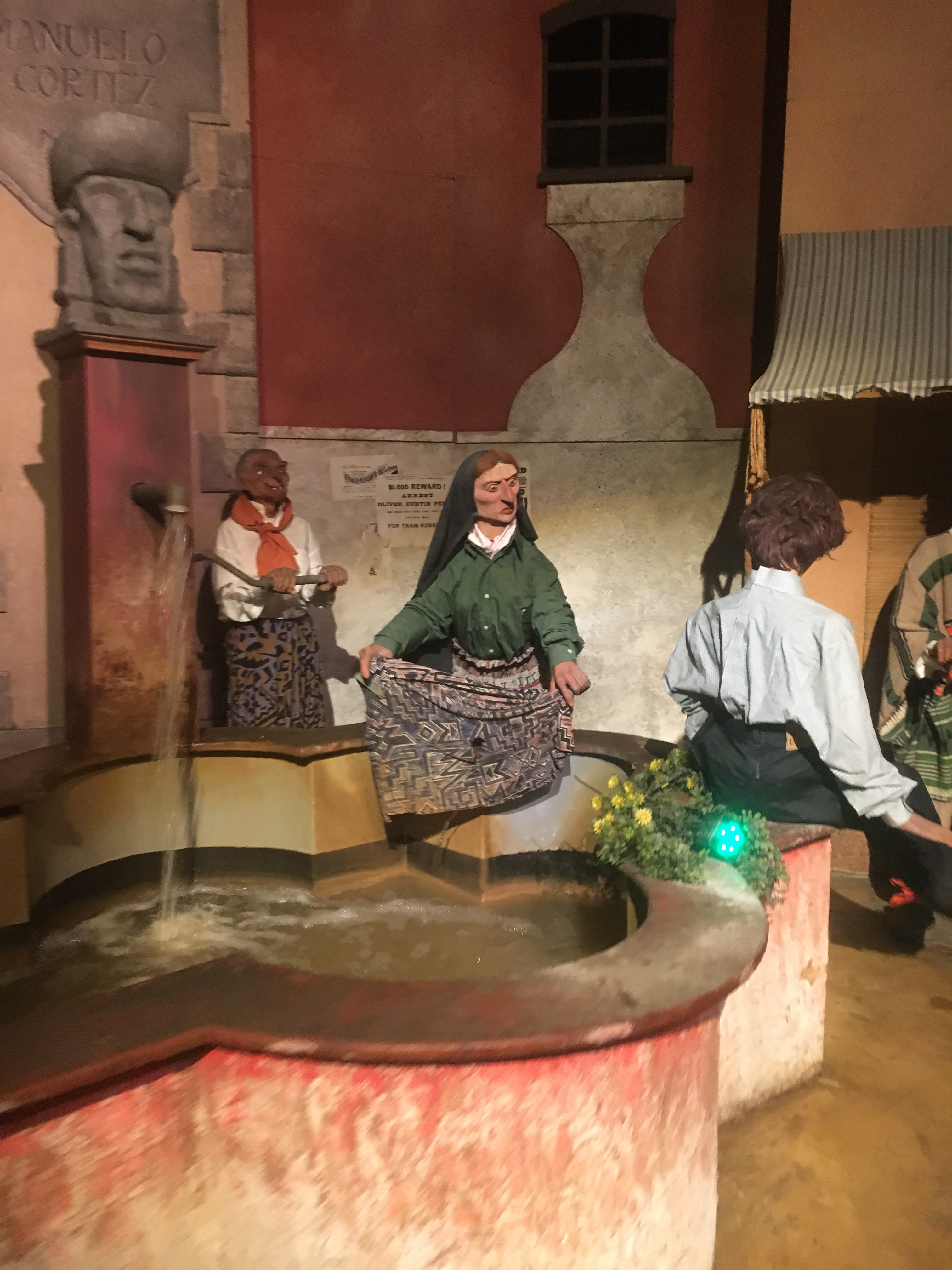
Een van de scènes in El Paso
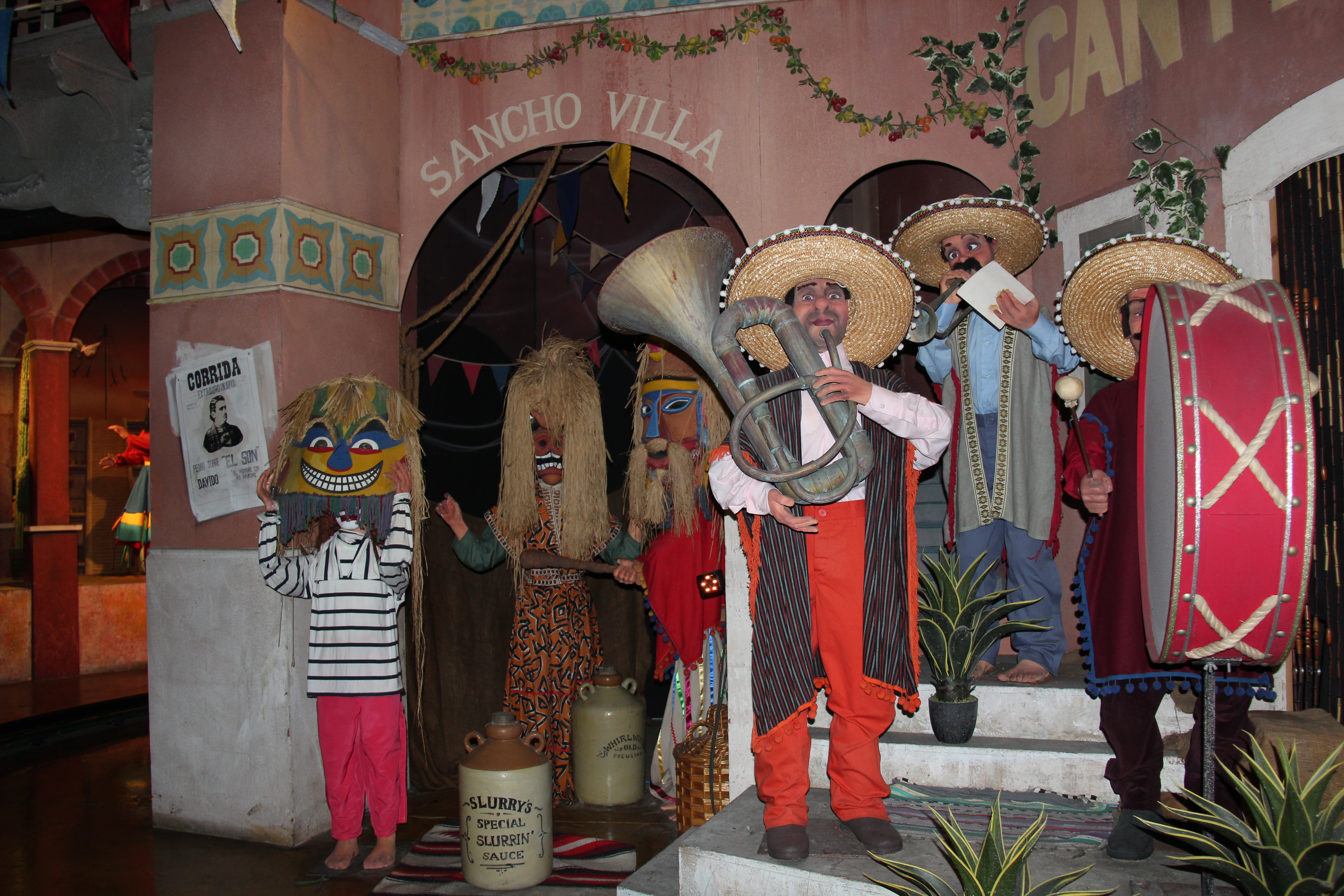
Scène met muzikanten

Afbeeldingen